# Hórusz

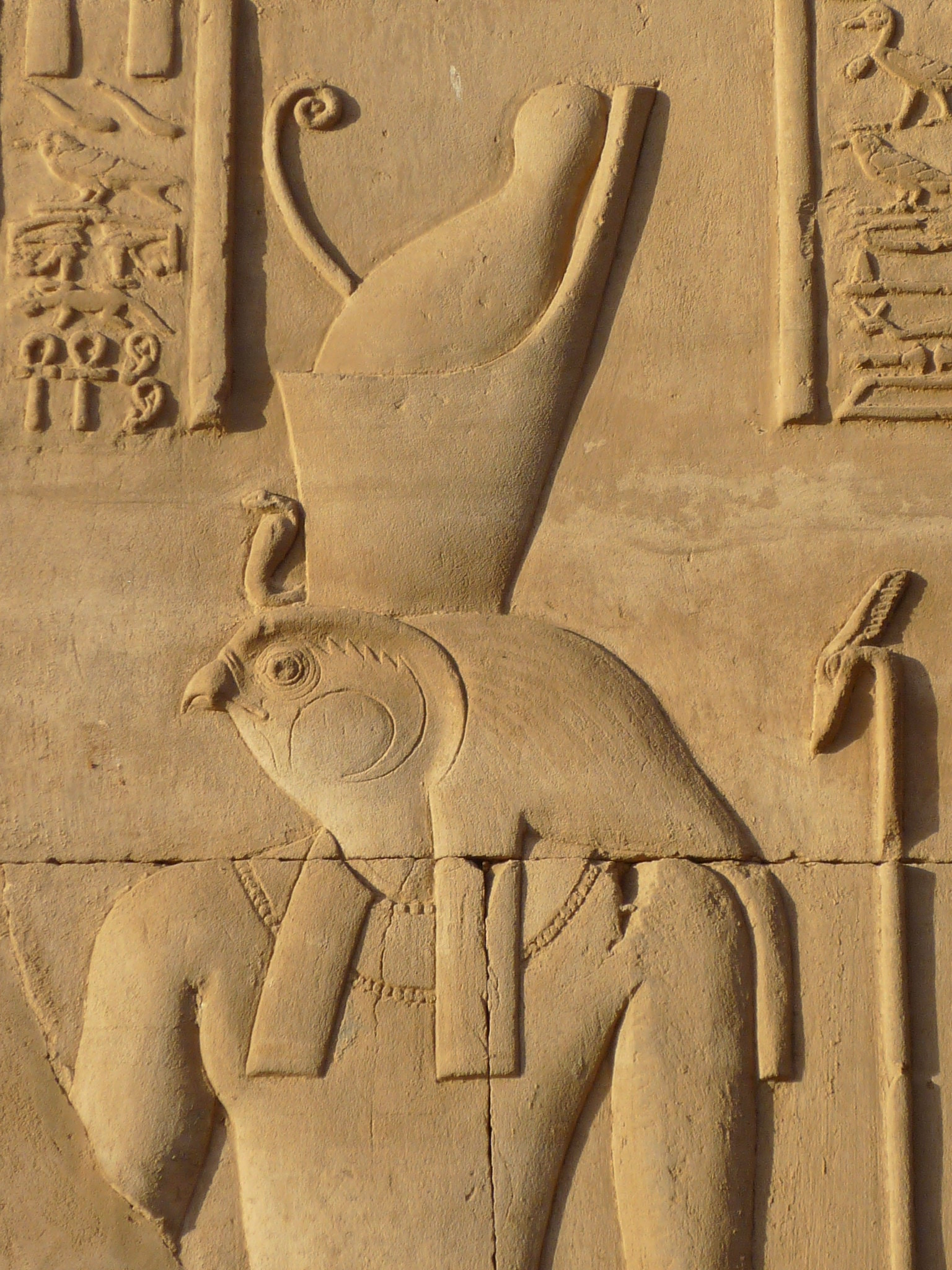
Hórusz domborműves ábrázolása a Hórusz és Szobek tiszteletére emelt Kom Ombó-i templomban

Hórusz az egyik legfontosabb egyiptomi isten. Az égbolt és a harc istene. Sólyomként vagy embertesttel és sólyomfejjel ábrázolták. Kultusza igen hosszú ideig fennállt, mialatt alakja sok változáson ment keresztül, és sok néven vált ismertté. A Hórusz névváltozat görög eredetű, az egyiptomi Heru, Har/Hór névből ered. A Hórusz szeme szimbólum az egyiptomiaknál a megújulás jelképe volt. A Hórusz-szeme nyakláncot a múmiák azon részére tették, ahol a belső szerveit kiszedték.

## Eredete
Az istenség kultuszának eredete homályos és vitatott. Az egyik elterjedt elképzelés szerint összefüggésben van Nehen város ősi istenével, a vadászsólyommal. Nehem a korai Egyiptom jelentős települése volt, az újbirodalom koráig fontos kultuszhely. Hórt sokáig Hór a nehemi néven is emlegették. Fontos szempont Nehbet keselyűistennő kultuszának terjedése is, amely Nehem testvérvárosa, Neheb (Eileithüaszpolisz) kiindulású, de a nehemi Hór elnevezés idején Fehér neheminek nevezték.
Ezt az elképzelést erősíti az a körülmény, hogy a neheni templom a későkorig a Hórusz-kultusz kiemelt fontosságú helye volt.

## Jelentősége
| G5 | G7 |

| G5 | G7 |

Az egyiptomi panteonban Hórusz Ozirisz és Ízisz fia, az Ozirisz-Ízisz mondakör harmadik jelentős tagja. A róla alkotott elsődleges elképzelés szerint az ég hatalmas ura. A magasban szárnyaló sólyom a megtestesítője. Az egész eget átfogó madár szemei a hold és a nap, szárnyai átölelik az egész földet. Erre mutat az egyiptomi kultikus tárgyú ábrázolásban általános művészeti sémává vált szárnyas napkorong, ez egyben a nappal való kapcsolatára is utal. Az uralkodót megszemélyesítő gízai szfinxet Hóremahetnek, a horizonton levő Hórusznak nevezték. A fáraó magát is Hórusznak nevezi, ennek az istennek földi megtestesítője; hatalmát is erre alapozza.
A IV. dinasztiabeli Hafré fáraó dioritszobra fejezi ki a legművészibben ezt a gondolatot: a trónon ülő fáraót szárnyaival védőleg öleli át a vele szinte egybeolvadó sólyomistenség. Hóruszt, az istenkirályt az egyiptomiak kettős koronás, sólyomfejű férfi alakban mintázták meg, s mint aki az ifjúság istenének szerepét is betölti, az egyiptomi ifjúságfürttel és szájához illesztett ujjal ábrázolták. A Hórusz-gyermek vagy anyjának ölében, vagy egymagában, vagy különböző állatokon állva, vagy ülve jelenik meg. Anyjának varázsereje s a benne megtestesülő égi hatalom és ifjúi erő együtt hathattak közre abban, hogy kultusza a legszélesebb körben elterjedt. Tisztelete végigvonul az egyiptomi kultúra minden korszakán, kultuszhelyei az ország egész területén és Núbiában is megtalálhatók. Ezek közül a legjelentősebbek: Nehen, Edfu, Létopolisz, Momemphisz.

## A mítosz
A gyermek Hóruszt, akit csecsemőkorában Hathor tehén táplált, megmarta egy skorpió, amikor a Nílus nádasában játszott. A hazatérő Ízisz elkeseredetten fohászkodik testvérével, Nebethettel Ré istenhez kisfia élettelen teste mellett. A nap-bárka megáll a fényes egekben. Ré isten sietve elküldi Thot istent a földre, s az íbiszfejű istenségnek – minden titkos tudását latba vetve – sikerül életre keltenie Hóruszt. A fiú a mocsárvidéken, Széth elől bujkálva sólyomként nő fel viszontagságok közepette. Mikor már ifjonti ereje teljében járt, Ozirisz rövid időre visszalátogatott a földre, s felfegyverezte fiát és megtanította neki a kemény harc technikáját. Hórusz gyorsan tanult, hisz égett a vágytól, hogy bosszút álljon apja gyilkosán. E bosszúálló harcról szól Hórusz és Széth története.

## Hórusz, a király
Miután Hórusz jogara alatt a legenda szerint Egyiptom eggyé lett, az I. dinasztiát alapító és Alsó- és Felső-Egyiptomot egyesítő Ménész fáraó is Hórusztól származtatta magát. Több mint háromezer éven át az egyiptomi történelem dinasztiái Hórusz örököseienk tartották magukat. Így Egyiptom királyát számos más címe között a "két föld ura" titulus is megillette. Az egyiptomiak a fáraók hatalmának elismeréseként is, mélységes tiszteletet éreztek Hórusz iránt, amivel csak a Széthtől való rettegésük vetekedhetett.

## Galéria

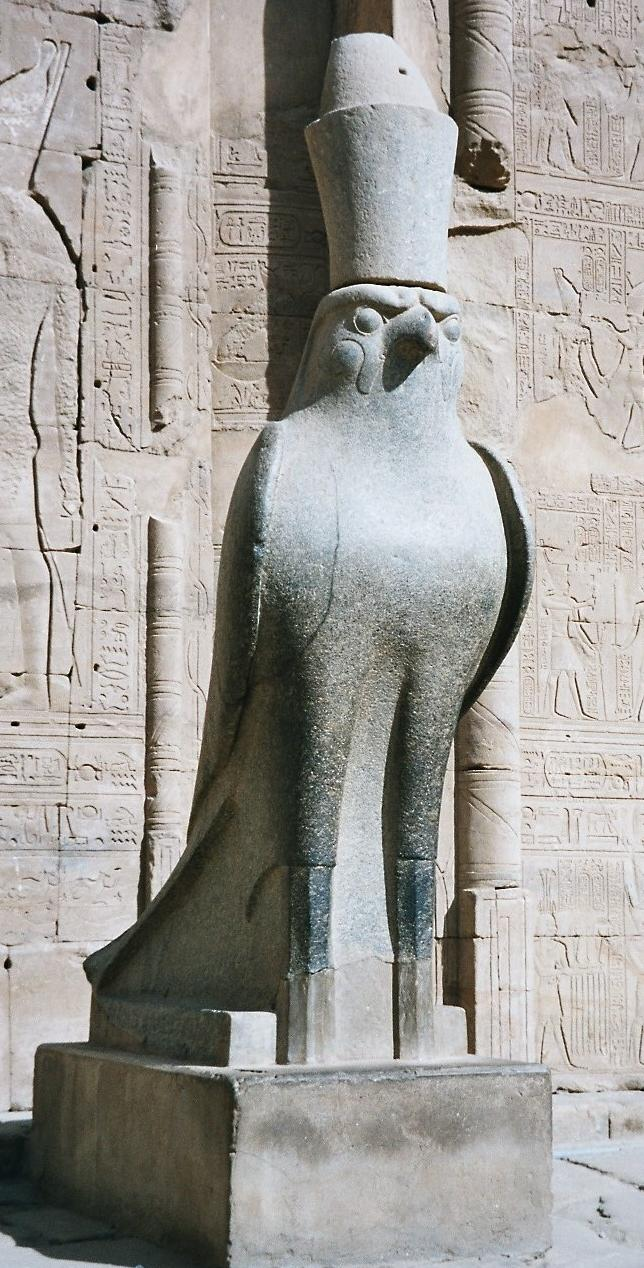
Hórusz-szobor Edfuban
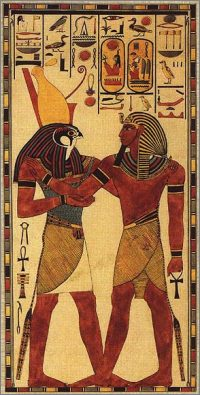
Hórusz és Széth
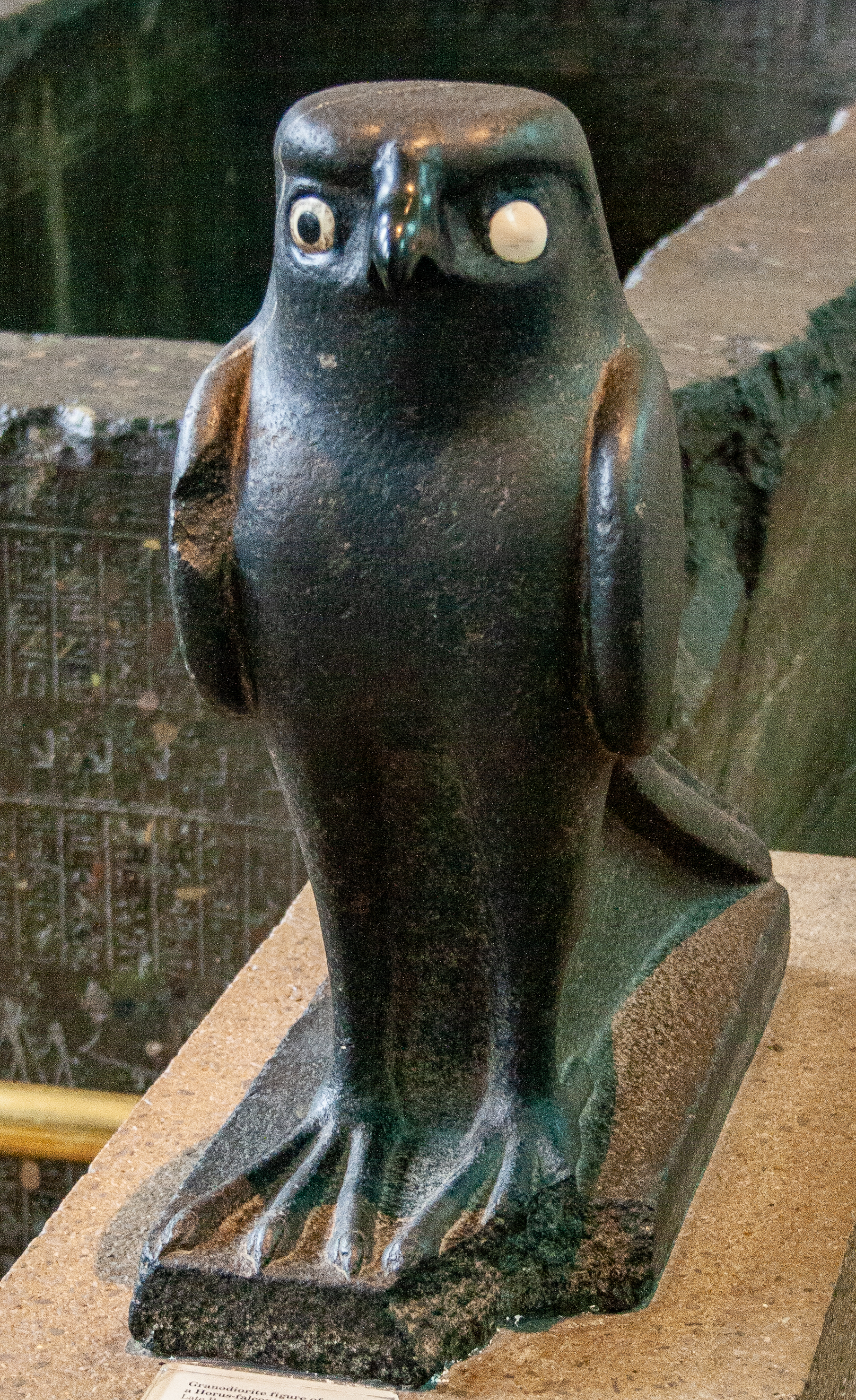
Hórusz-sólyom a British Museumban. A jobb szeme eredeti elefántcsontból és bitumenből, a másik és a csőr rekonstrukció.